# 竹駒寺
竹駒寺（たけこまでら）は、宮城県岩沼市桜にある真言宗の寺院。山号は寶窟山。本尊は大日如来。
能因法印開山と伝えられ、元は竹駒神社の別当寺であった。
天文年間に伊達稙宗が庇護して以来、歴代の伊達氏当主（仙台藩主）に庇護されてきた。
ところが、明治維新の神仏分離令の影響で寺は現在地に移転させされ、末寺は全て廃絶させられたという。